# Seria GP2 – Valencia 2010
Runda GP2 na torze Valencia Street Circuit – czwarta runda mistrzostw serii GP2 w sezonie 2010.

## Wyniki

### Sesja treningowa
| Nr | Kierowca     | Konstruktor      | Czas     | Okr. |
| -- | ------------ | ---------------- | -------- | ---- |
| 4  | Sergio Pérez | Barwa Addax Team | 1:46,670 | 12   |

### Kwalifikacje
Źródło: Autosport
| Poz. | Nr | Kierowca            | Konstruktor             | Czas     | Poz. s. |
| ---- | -- | ------------------- | ----------------------- | -------- | ------- |
| 1    | 4  | Sergio Pérez        | Barwa Addax Team        | 1:45,337 | 1       |
| 2    | 15 | Pastor Maldonado    | Rapax Team              | 1:45,462 | 2       |
| 3    | 1  | Jules Bianchi       | ART Grand Prix          | 1:45,658 | 3       |
| 4    | 10 | Davide Valsecchi    | iSport International    | 1:45,898 | 4       |
| 5    | 3  | Giedo van der Garde | Barwa Addax Team        | 1:45,995 | 5       |
| 6    | 25 | Michael Herck       | David Price Racing      | 1:46,171 | 6       |
| 7    | 16 | Charles Pic         | Arden International     | 1:46,171 | 7       |
| 8    | 8  | Christian Vietoris  | Racing Engineering      | 1:46,263 | 8       |
| 9    | 27 | Giacomo Ricci       | David Price Racing      | 1:46,362 | 9       |
| 10   | 2  | Sam Bird            | ART Grand Prix          | 1:46,362 | 10      |
| 11   | 7  | Dani Clos           | Racing Engineering      | 1:46,478 | 11      |
| 12   | 22 | Johnny Cecotto Jr.  | Trident Racing          | 1:46,504 | 12      |
| 13   | 20 | Alberto Valerio     | Scuderia Coloni         | 1:46,518 | 13      |
| 14   | 14 | Luiz Razia          | Rapax Team              | 1:46,518 | 14      |
| 15   | 24 | Adrian Zaugg        | Trident Racing          | 1:46,532 | 15      |
| 16   | 9  | Oliver Turvey       | iSport International    | 1:46,633 | 16      |
| 17   | 5  | Josef Král          | Super Nova Racing       | 1:46,709 | 17      |
| 18   | 11 | Jérôme d’Ambrosio   | DAMS                    | 1:46,743 | 18      |
| 19   | 6  | Marcus Ericsson     | Super Nova Racing       | 1:46,756 | 24      |
| 20   | 12 | Ho-Pin Tung         | DAMS                    | 1:46,780 | 19      |
| 21   | 21 | Władimir Arabadżiew | Scuderia Coloni         | 1:46,953 | 20      |
| 22   | 17 | Rodolfo González    | Arden International     | 1:46,953 | 21      |
| 23   | 19 | Fabio Leimer        | Ocean Racing Technology | 1:47,011 | 22      |
| 24   | 18 | Max Chilton         | Ocean Racing Technology | 1:47,054 | 23      |
| Poz. | Nr | Kierowca            | Konstruktor             | Czas     | Poz. s. |

## Wyniki

### Główny wyścig

#### Wyścig
Źródło: Wyprzedź Mnie!
| P                 | + / – | Nr | Kierowca            | Konstruktor             | Okr. | Czas / Strata | Komentarz |
| ----------------- | ----- | -- | ------------------- | ----------------------- | ---- | ------------- | --------- |
| 1                 | 1     | 15 | Pastor Maldonado    | Rapax Team              | 30   | 56:55,681     |           |
| 2                 | 1     | 1  | Jules Bianchi       | ART Grand Prix          | 30   | +0:08,296     |           |
| 3                 | 7     | 2  | Sam Bird            | ART Grand Prix          | 30   | +0:16,094     |           |
| 4                 | 1     | 3  | Giedo van der Garde | Barwa Addax Team        | 30   | +0:16,788     |           |
| 5                 | 6     | 7  | Dani Clos           | Racing Engineering      | 30   | +0:38,974     |           |
| 6                 | 1     | 16 | Charles Pic         | Arden International     | 30   | +0:42,415     |           |
| 7                 | 17    | 6  | Marcus Ericsson     | Super Nova Racing       | 30   | +0:42,914     |           |
| 8                 | 2     | 25 | Michael Herck       | David Price Racing      | 30   | +0:43,722     |           |
| 9                 | 4     | 20 | Alberto Valerio     | Scuderia Coloni         | 30   | +0:48,508     |           |
| 10                | 6     | 10 | Davide Valsecchi    | iSport International    | 30   | +0:50,411     |           |
| 11                | 10    | 4  | Sergio Pérez        | Barwa Addax Team        | 30   | +0:51,308     |           |
| 12                | 4     | 8  | Christian Vietoris  | Racing Engineering      | 30   | +0:55,338     |           |
| 13                | 7     | 21 | Władimir Arabadżiew | Scuderia Coloni         | 29   | +1 okr        | [ 4 ]     |
| 14                | 1     | 24 | Adrian Zaugg        | Trident Racing          | 29   | +1 okr        |           |
| Niesklasyfikowani |       |    |                     |                         |      |               |           |
|                   |       | 19 | Fabio Leimer        | Ocean Racing Technology | 25   |               |           |
|                   |       | 17 | Rodolfo González    | Arden International     | 1    |               |           |
|                   |       | 11 | Jérôme d’Ambrosio   | DAMS                    | 0    |               |           |
|                   |       | 27 | Giacomo Ricci       | David Price Racing      | 0    |               |           |
|                   |       | 22 | Johnny Cecotto Jr.  | Trident Racing          | 0    |               |           |
|                   |       | 14 | Luiz Razia          | Rapax Team              | 0    |               |           |
|                   |       | 9  | Oliver Turvey       | iSport International    | 0    |               |           |
|                   |       | 5  | Josef Král          | Super Nova Racing       | 0    |               | [ 4 ]     |
|                   |       | 12 | Ho-Pin Tung         | DAMS                    | 0    |               |           |
|                   |       | 18 | Max Chilton         | Ocean Racing Technology | 0    |               |           |
| P                 | + / – | Nr | Kierowca            | Konstruktor             | Okr. | Czas / Strata | Komentarz |

#### Najszybsze okrążenie
| Nr | Kierowca         | Konstruktor | Czas     | Okr. |
| -- | ---------------- | ----------- | -------- | ---- |
| 15 | Pastor Maldonado | Rapax Team  | 1:45,337 | 16   |

### Sprint

#### Wyścig
Źródło: Wyprzedź Mnie!
| P                 | + / – | Nr | Kierowca            | Konstruktor             | Okr. | Czas / Strata | Komentarz |
| ----------------- | ----- | -- | ------------------- | ----------------------- | ---- | ------------- | --------- |
| 1                 | 6     | 6  | Marcus Ericsson     | Super Nova Racing       | 20   | 45:33,442     |           |
| 2                 | 1     | 3  | Giedo van der Garde | Barwa Addax Team        | 20   | +0:00,883     |           |
| 3                 | 5     | 25 | Michael Herck       | David Price Racing      | 20   | +0:05,120     |           |
| 4                 | 2     | 15 | Pastor Maldonado    | Rapax Team              | 20   | +0:05,292     |           |
| 5                 | 4     | 16 | Charles Pic         | Arden International     | 20   | +0:09,233     |           |
| 6                 | 4     | 10 | Davide Valsecchi    | iSport International    | 20   | +0:17,778     |           |
| 7                 | 5     | 7  | Dani Clos           | Racing Engineering      | 20   | +0:18,315     |           |
| 8                 | 8     | 11 | Jérôme d’Ambrosio   | DAMS                    | 20   | +0:18,910     |           |
| 9                 | 14    | 21 | Władimir Arabadżiew | Scuderia Coloni         | 20   | +0:21,318     |           |
| 10                | 6     | 2  | Sam Bird            | ART Grand Prix          | 20   | +0:23,831     |           |
| 11                | 11    | 18 | Max Chilton         | Ocean Racing Technology | 20   | +0:25,997     |           |
| 12                | 8     | 9  | Oliver Turvey       | iSport International    | 20   | +0:30,387     |           |
| 13                | 8     | 12 | Ho-Pin Tung         | DAMS                    | 20   | +0:32,713     |           |
| 14                | 4     | 22 | Johnny Cecotto Jr.  | Trident Racing          | 20   | +0:33,394     | [ 6 ]     |
| 15                | 2     | 24 | Adrian Zaugg        | Trident Racing          | 19   | +1 okr        |           |
| 16                | 5     | 4  | Sergio Pérez        | Barwa Addax Team        | 19   | +1 okr        |           |
| Niesklasyfikowani |       |    |                     |                         |      |               |           |
|                   |       | 14 | Luiz Razia          | Rapax Team              | 15   |               |           |
|                   |       | 17 | Rodolfo González    | Arden International     | 1    |               |           |
|                   |       | 5  | Josef Král          | Super Nova Racing       | 1    |               |           |
|                   |       | 20 | Alberto Valerio     | Scuderia Coloni         | 0    |               | [ 6 ]     |
|                   |       | 1  | Jules Bianchi       | ART Grand Prix          | 0    |               |           |
|                   |       | 8  | Christian Vietoris  | Racing Engineering      | 0    |               | [ 6 ]     |
|                   |       | 19 | Fabio Leimer        | Ocean Racing Technology | 0    |               |           |
|                   |       | 27 | Giacomo Ricci       | David Price Racing      | 0    |               |           |
| P                 | + / – | Nr | Kierowca            | Konstruktor             | Okr. | Czas / Strata | Komentarz |

#### Najszybsze okrążenie
| Nr | Kierowca     | Konstruktor      | Czas     | Okr. |
| -- | ------------ | ---------------- | -------- | ---- |
| 4  | Sergio Pérez | Barwa Addax Team | 1:47,514 | 21   |

#### Premia za najszybsze okrążenie w TOP 10
| Nr | Kierowca         | Konstruktor | Czas     | Okr. |
| -- | ---------------- | ----------- | -------- | ---- |
| 15 | Pastor Maldonado | Rapax Team  | 1:47,656 | 17   |

## Lista startowa
| Team                          | Nr | Kierowca            |
| ----------------------------- | -- | ------------------- |
| ART Grand Prix                | 1  | Jules Bianchi       |
| ART Grand Prix                | 2  | Sam Bird            |
| Barwa Addax Team              | 3  | Giedo van der Garde |
| Barwa Addax Team              | 4  | Sergio Pérez        |
| Super Nova Racing             | 5  | Josef Král          |
| Super Nova Racing             | 6  | Marcus Ericsson     |
| Fat Burner Racing Engineering | 7  | Dani Clos           |
| Fat Burner Racing Engineering | 8  | Christian Vietoris  |
| iSport International          | 9  | Oliver Turvey       |
| iSport International          | 10 | Davide Valsecchi    |
| Renault F1 Junior Team        | 11 | Jérôme d’Ambrosio   |
| Renault F1 Junior Team        | 12 | Ho-Pin Tung         |
| Rapax Team                    | 14 | Luiz Razia          |
| Rapax Team                    | 15 | Pastor Maldonado    |
| Arden International           | 16 | Charles Pic         |
| Arden International           | 17 | Rodolfo González    |
| Ocean Racing Technology       | 18 | Max Chilton         |
| Ocean Racing Technology       | 19 | Fabio Leimer        |
| PPR.com Scuderia Coloni       | 20 | Alberto Valerio     |
| PPR.com Scuderia Coloni       | 21 | Władimir Arabadżiew |
| Trident Racing                | 22 | Johnny Cecotto Jr.  |
| Trident Racing                | 24 | Adrian Zaugg        |
| David Price Racing            | 25 | Michael Herck       |
| David Price Racing            | 27 | Giacomo Ricci       |